# Lamborghini Silhouette
De Lamborghini Silhouette is een tweedeurs sportauto met middenmotor, gemaakt door Lamborghini tussen 1976 en 1979. In 1976 werd hij gepresenteerd op de motorshow van Genève als opvolger van de Urraco, waarvan het chassis werd overgenomen. De Silhouette was de eerste Lamborghini met een targa-dak. Hij was bedoeld om Lamborghini er weer bovenop te helpen; gemikt werd op de lucratieve Amerikaanse markt. Er waren echter niet voldoende financiële middelen om aan de strenge Amerikaanse toelatingseisen te voldoen, waardoor de productie niet op gang kwam. Arbeidsonrusten in het Italië van die jaren, en de door Lamborghini geëiste vooruitbetaling bij bestelling van een Silhouette, hadden eveneens een negatief effect op de verkoop.
Eind 1978 was Lamborghini in staat van faillissement. De Italiaanse overheid nam het bewind over en besloot de productie van de Silhouette te stoppen. Er waren toen 52 productiewagens gebouwd. Bertone stak in 1980 nog een keer de helpende hand toe en bouwde op basis van een Silhoutte-chassis de Lamborghini Athon. Ook het prototype van de Lamborghini Jalpa is gebouwd op basis van een Silhouette. Dit was het begin van de wederopstanding van Lamborghini.

## Specificaties
De Silhouette heeft een 3,0L V8-middenmotor, waarmee hij in 6,5 seconde van 0 naar 100 km/h gaat. De topsnelheid ligt op 260 km/h.
Huidige modellen:
Huracán ·
Aventador ·
Urus
Uitvoeringen Lamborghini Gallardo:
Coupé ·
SE ·
Spyder ·
Superleggera ·
LP560-4 ·
LP560-4 Spyder ·
LP550-2 Valentino Balboni ·
LP570-4 Superleggera
Uitvoeringen Lamborghini Murciélago:
Coupé ·
Roadster ·
40th Anniversary ·
LP640 ·
LP640 Roadster ·
LP650-4 Roadster ·
LP670-4 SV ·
Reventón ·
Reventón Roadster
Oudere modellen:
350 GT · 
400 GT · 
Miura · 
Espada · 
Flying Star II · 
Islero · 
Jarama · 
Urraco · 
Countach · 
Silhouette · 
Jalpa · 
LM002 · 
Diablo · 
Murciélago ·
Gallardo
Concepten:
Alar ·
Asterion ·
Athon ·
Estoque ·
Sesto Elemento ·
Portofino